# Curnonsky
Maurice Edmond Sailland, dit Curnonsky, né le 12 octobre 1872 à Angers et mort le 22 juillet 1956 à Paris, est un romancier, gastronome, humoriste et critique culinaire français, élu « Prince des gastronomes »,.

## Biographie
Il naît à Angers dans un hôtel particulier situé 10, avenue de Contades. Son père Edmond Georges Sailland (Saumur 1842-Angers 1909) d'abord négociant, devint par la suite artiste peintre. Il avait épousé à Angers en 1866 Blanche Alphonsine Mazeran (Angers 1845-1872) qui mourut un mois après la naissance de leur fils. Celui-ci, orphelin de mère, abandonné par son père, est alors élevé par sa grand-mère,. À l'âge de 18 ans, il s'installe à Paris pour préparer l'École normale supérieure et devenir journaliste. Il commence à rédiger des articles pour des journaux tels que La Vie parisienne, Le Music-Hall illustré du matin et Comœdia.
En complément de ses chroniques, il devient en 1895 un des nègres littéraires de Willy, le premier mari de Colette, et publie des romans ainsi que des contes et gazettes. C'est alors qu'il rencontre Paul-Jean Toulet avec qui il écrit trois romans : Le Bréviaire des courtisanes, Le Métier d'amant et Demi-Veuve, paru en feuilleton mais dont Curnonsky signera seul l'édition en volume (Toulet ayant renié leur œuvre).
Curnonsky prête sa plume à la publicité (plaquettes pour Pyrex et Primagaz, Frigidaire, le roquefort, Michelin). Il écrit régulièrement dans Le Journal (à partir de 1911) et des Contes des 1000 et 1 matins dans Le Matin,,. Après l'exposition universelle de 1900, il fait partie d'une délégation de presse qui part en Extrême-Orient : il y découvre « l'admirable » cuisine chinoise.
Réformé en 1899, il est reconnu bon pour le service auxiliaire en 1915 mais placé en sursis d'appel en qualité de « journaliste à l'association des correspondants de guerre de la presse étrangère à Paris ».
À partir de 1921, il publie avec Marcel Rouff La France gastronomique, une collection planifiée de 32 fascicules qui se limitera à 28 à la suite du décès de son coauteur. Énorme travail de recension sur la cuisine régionale et sur les meilleurs restaurants de France qui ne verra son aboutissement qu'en 1933 avec Le Trésor gastronomique de France. Répertoire complet des spécialités gourmandes des 32 provinces françaises, en collaboration avec Austin de Croze,.

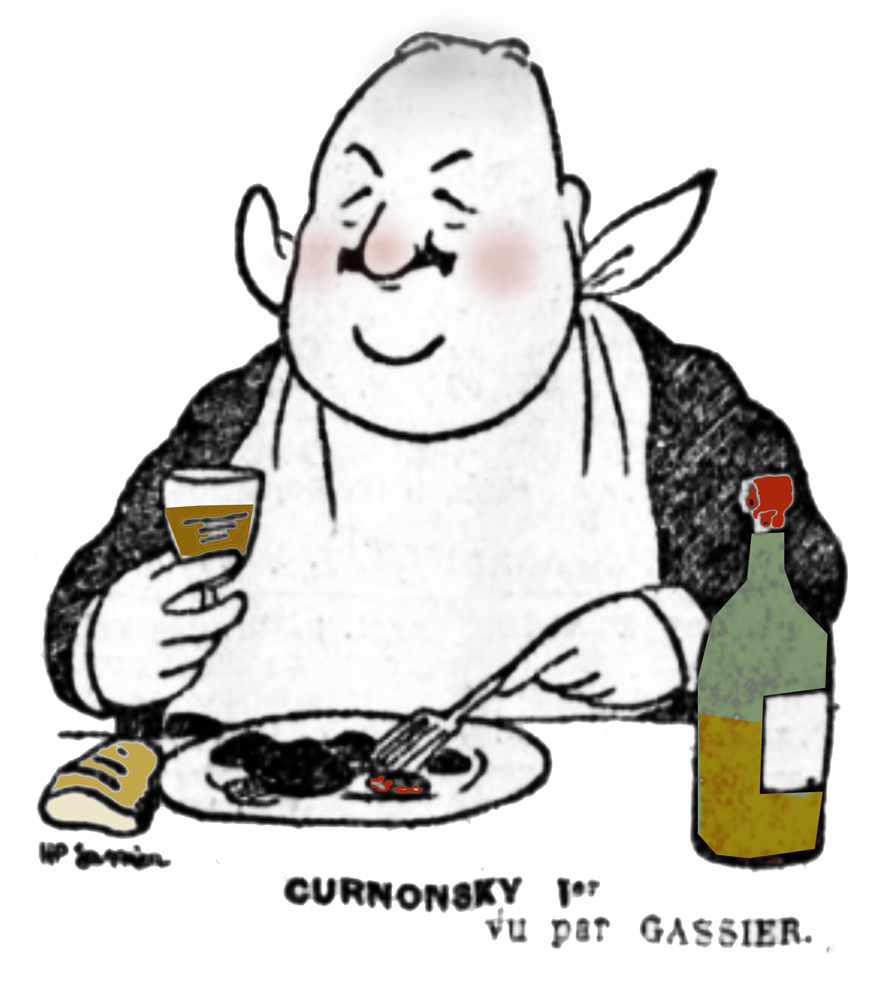
Caricature de Cur dans Paris-Soir du 7 décembre 1927.

Le 16 mai 1927, à l'initiative de Pierre Chapelle de la revue La Bonne Table le Bon Gîte Curnonsky est élu Prince des gastronomes par 3 338 cuisiniers, restaurateurs et gastronomes devant Maurice des Ombiaux, qui sera élu Prince de la Treille. 1929 est une année employée à la création de l'Académie des Gastronomes. En mai 1934, il participe à la création du bimestriel La France à table sur le thème du Tourisme et de la Table et dont il assure la direction littéraire. En 1938, il lance en Belgique le Club de la bonne auberge, qui deviendra le Club des gastronomes et finalement Club royal des gastronomes de Belgique par brevet du roi Albert II en 1997.
Quand éclate la Seconde Guerre mondiale, il quitte Paris et s'installe dans une auberge à Riec-sur-Bélon en Bretagne,. Il retrouve son appartement parisien à la fin de la guerre et reprend son activité de journaliste. Il lance avec Madeleine Decure en juillet 1947 le mensuel Cuisine de France, qui devient Cuisine et Vins de France en 1948 et qui donnera naissance en 1953 à un monumental ouvrage du même nom, 3000 recettes les plus réputées des régions de France, édité par Larousse, signé Curnonsky, réédité jusqu’en 1987.
La fin de sa vie est une reconnaissance et une consécration : En 1950, il est nommé Grand Maître d'Honneur de la Chaîne des Rôtisseurs nouvellement reconstituée. Puis il est Président d'honneur de l'Association professionnelle des chroniqueurs et informateurs de la gastronomie et du vin (APCIG) fondée en 1954.
Le 22 juillet 1956, il meurt d'une chute de la fenêtre de son appartement au troisième étage du 14 place Henri-Bergson, une brochure contenant les discours de diverses personnalités est imprimée à cette occasion. Ses traits nous sont fixés dans plusieurs tableaux de son ami le peintre Maurice Asselin, dont l'un, Curnonsky en Bretagne, est conservé au musée d'Art et d'Histoire de Saint-Brieuc.

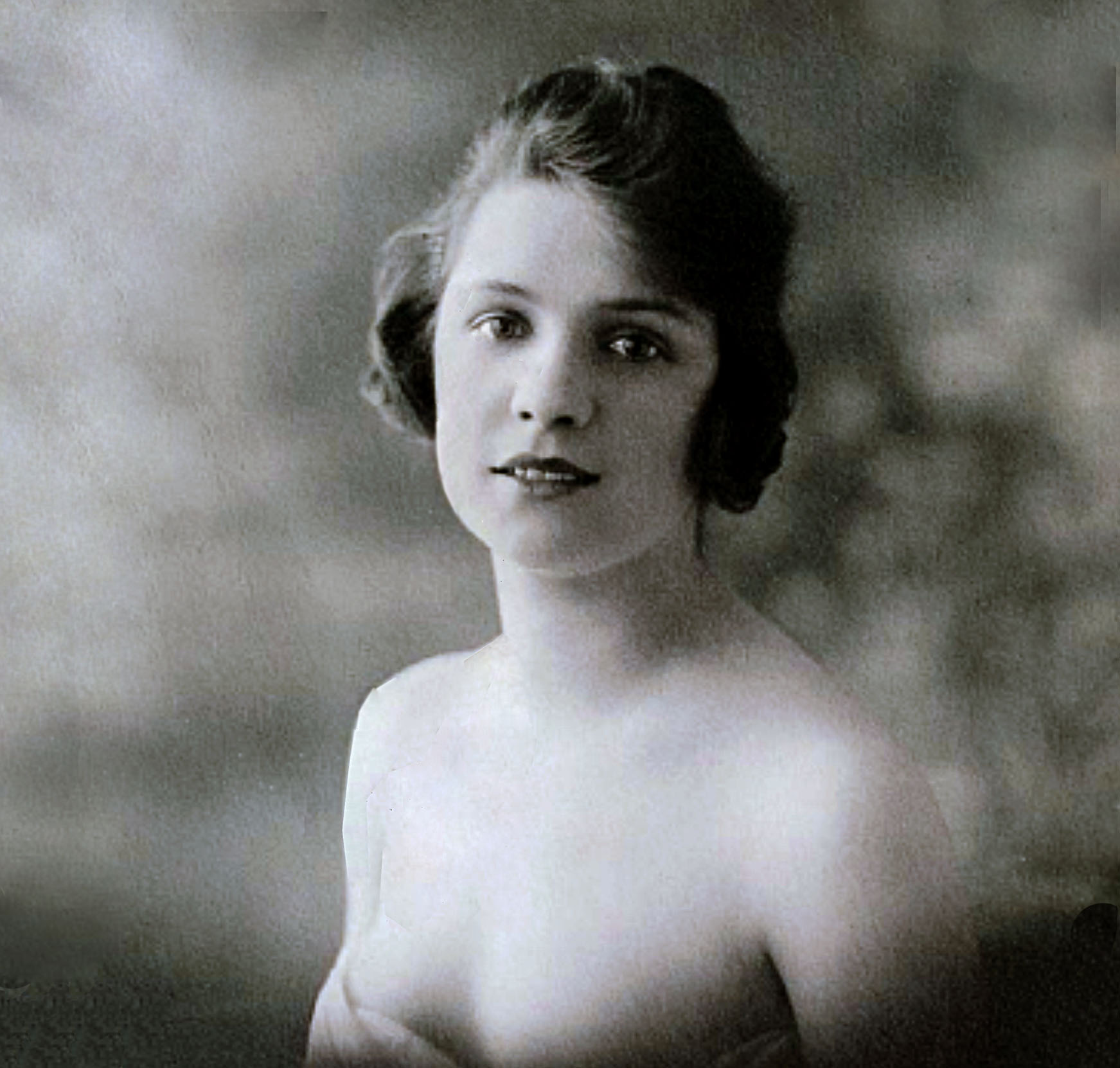
Germaine Larbaudière, discrète compagne de Curnonsky.

### Germaine Larbaudière, un amour fidèle
Il est inhumé au cimetière de Beauchamp (Val-d'Oise) dans une tombe qu'il partage avec Germaine Larbaudière (1890 - 15 mars 1931), Mémaine, « le tendre soleil de sa verte vieillesse », Lar devenue la Lolo du Guinoiseau de Marcel Rouff, de dix-huit ans sa cadette. Nièce de l'écrivain Gabriel de Lautrec, actrice de théâtre et de cinéma, elle abandonne le spectacle en 1928 pour ouvrir - avec l'aide de Curnonsky - le restaurant L'Hostellerie de Jean-Jacques à Ermenonville dans un pavillon mis à sa disposition par le vicomte de la Rochefoucault. Le Club des Cent l'inaugure avec le tout Paris, ses mérites de cordon bleu sont ensuite reconnus,. Le Grand Perdreau, dont Curnonsky est membre depuis 1924 avec Marcel Rouff y organise son repas mensuel en juin 29.
Curnonsky l'a connue quand elle avait 17 ans, elle a partagé ses jours et lors de sa mort de tuberculose à 41 ans ils se promirent à son chevet, d'être enterrés à côte à côte. Ce qui sera fait 25 ans plus tard conformément aux volontés testamentaires de Curnonsky.

### Jeanne Sailland, généalogie fantasmatique
Jeanne Sailland d'Epinatz (3 juillet 1769 - 1 février 1793) née à Saint-Nicolas de Saumur, est une des martyrs d'Angers béatifiés par le pape Jean-Paul II le 19 février 1984,,. Elle fut fusillée avec sa mère et ses deux sœurs au Champ des Martyrs d'Avrillé, au nom de quoi Curnonsky se revendique demi vendéen. Et dans une logique imaginaire il voit comme conséquence que cent ans plus tard, il soit reconnu inapte au tir lors des exercices de son régiment, le 135e régiment d'infanterie au même Champ des Martyrs d'Avrillé.
Dans La vie drôle (1987), Jacques Nassif écrit que Curnonsky « s'attribuait la gloire d'appartenir à une vieille famille provinciale qui croyait en Dieu et qui servait leur Roi », « il avait truqué sa généalogie et se croyait descendre de l'héroïque Jeanne Sailland ». Simon Arbellot participe à accréditer ce fantasme (1952). Jean Vitaux ajoute que la descendance de la martyre (morte sans enfant) était dispensée par rescrit papal de faire maigre, et fait de cette particularité l'origine de la vocation de gastronome qui s'est éveillée en Curnonsky,.
Dans son portrait de Curnonsky paru dans Gringoire du 6 mai 1932, René Kerdyk (1885-1945) écrit qu'il « louait Dieu et la [par anticipation] bienheureuse Jeanne Sailland en buvant force vin d'Anjou, il attendait avec une impatience mal contenue sa canonisation promise par Rome... il se voyait bussolante (serviteur du pape) en vêtement de soie et portant hallebarde ». Il a gardé un ressentiment envers l'Eglise de l'échec de ses demandes.

### Mélanie Rouat et les mères lyonnaises
C'est par hasard qu'il découvre en 1922 le talent de Mélanie Rouat à Riec-sur-Bélon. Il l'incite à ouvrir un grand restaurant dont il fera la promotion avec ses amis et commensaux de sa table. Il se réfugie chez elle pendant la Seconde Guerre mondiale (palourdes de belons farcies, ragoût de congre, bœuf rôti au sarrasin). Il s'agit d'une de ces cuisinières talentueuses (les mères) aux spécialités riches de beurre et de crème dont il fréquente assidument les tables spécialement à Lyon, comme Eugénie Brazier dont il loue la poularde demi-deuil. Il cite dans Paris-Soir (1929) une liste de cuisinières émérites bretonnes. Quand il est à Paris, son idéal est de trouver des petits restaurants de quartier, des bistrots avec une cuisine délicieuse : par exemple celui de Mme Guénot, rue de la Banque et son épaule de mouton aux salsifis (« ce fut un délire »).

## La gastronomie selon Curnonsky et son temps
Curnonsky est homme de plume doublé d'un gastronome pratiquant : il mène une vie principalement nocturne, il ne déjeune pas, ses soirées se passent dans les restaurants ou chez des hôtes où il lie une multitude de contacts. La fin de ses nuits est consacrée à l'écriture, il ne se couche jamais avant 7 heures du matin. Son petit appartement, que Germaine met en ordre comme elle peut, n'a pas de cuisine. « Je connais de pauvres bougres comme le Prince des gastronomes qui ne mangent jamais chez eux pour la raison majeure qu'ils n'ont ni salle à manger, ni cave, ni cuisine, ni cuisinier, ni cuisinière »,.

### Une connaissance doublée d'une sérieuse pratique
La gastronomie est une connaissance raisonnée mais surtout une pratique. Curnonsky et son époque multiplient les académies, clubs, associations, confréries, etc. autant de prétextes à de bons repas entre membres. La gastronomie n'est pas une science spéculative : « La Gastronomie est vraiment une Religion au véritable sens de ce mot qui veut dire un lien entre les hommes » écrit-il à plusieurs reprises,. Les médecins sont en première ligne mais pas pour leur science en nutrition : le docteur André Robine et Curnonsky pèsent chacun 126 kg quand ils appréhendent l'addition de homards vendus... au poids.

### Une composante identitaire
La seule gastronomie aboutie est française, qu'ils soient suisse comme son ami Marcel Rouff, belges comme Maurice Maeterlinck ou Maurice des Ombiaux, tous le clament, de même pour les vins, les fromages… « L’âme et l'esprit d'un peuple s'exprime d'abord par son génie culinaire » (formule de Gaston Derys reprise par Curnonsky). Le discours est clairement essentialiste, Françoise Hache-Bissette et Denis Saillard rapprochent Curnonsky de Léon Daudet et Robert Courtine, mouvance conservatrice, la référence aux grands classiques issus d'Antonin Carème est récurrente. Selon son expérience, la cuisine chinoise « est la seule qui se puisse comparer à la nôtre »,.
Les cuisines ou manières de table étrangères (surtout américaine chez Curnonsky : écouter du Jazz en mangeant, horreur - les États-Unis, « un pays où le vin est interdit »…,,), les falsifications (le faux camembert allemand) sont perçues comme des dangers, de même l'innovation. D'ailleurs, même si le grand débat du homard à l'Armoricaine ou à l'Américaine est tranché pour l'Américaine... cette recette du chef Peters (Pierre Fraysse) n'a pas grand chose d'américain, mais probablement un lien avec la langouste à la provençale, ! Les étrangers ne sont pas la seule menace, la déviance du snobisme en est une autre : « vers le début de ce siècle, l'éminente et millénaire supériorité de la cuisine française fut menacée par deux fléaux : le snobisme de la cuisine anonyme et cosmopolite qui sévissait dans tous les palaces et caravansérails de l'univers, et le goût suranné de cette cuisine compliquée et tarabiscotée qui tendait à dissimuler les saveurs et les arômes et à présenter sous des noms bizarres et prétentieux des plats où la chimie se mêle à la prestidigitation ».

### Simple, mais pas si simple…

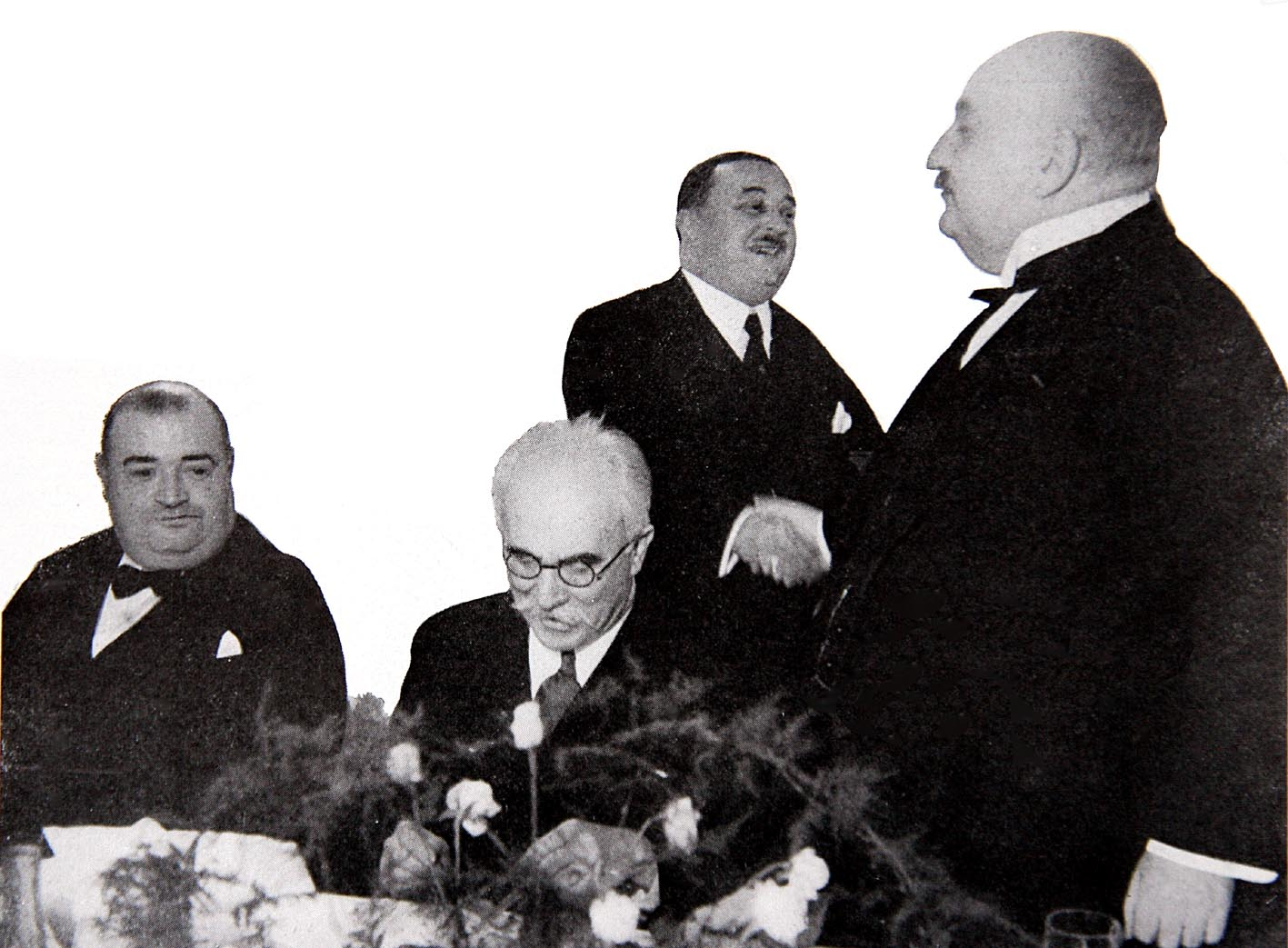
Un dernier bon mot du Prince (de gauche à droite : André Robine, Édouard de Pomiane, et le Prince), Figaro illustré, nov. 1932.

La fameuse phrase : « Le plus grand principe de toute vraie cuisine, c'est que les choses aient le goût de ce qu'elles sont » écrite par le chef Georges Poumot (restaurant 33, rue Saint-Roch), citée et approuvée par Curnonsky dans un article de Paris-Soir du 26 janvier 1930 concerne le sujet des intrasauces du Dr Gauducheau. Son origine se comprend dans ce contexte. Les intrasauces sont une technique nouvelle de sauces injectées à l'aide d’une seringue dans la viande avant de la cuire. Elle permettait de faire du lapin à la saveur de lièvre, du gigot de mouton à la saveur de chevreuil. Pour ce chef elles sont un « cache-misère », « des artifices ». Curnonsky en l'approuvant ne défend pas une cuisine minimaliste.
Il s'honore d'être le champion de la cuisine « simple », soit d'avoir un « dégoût pour les plats qui n'ont pas le goût de ce qu'ils sont ». Il est favorable à des repas de deux plats, voire d'un plat et avec peu de vin : « un repas ne doit jamais être ostentatoire ». De même, il milite pour une simplification des noms des plats sur les cartes des restaurants. Reste que rien n'est simple, dans sa Défense et illustration de la Cuisine simple (1933) où il l'oppose à la fausse grande cuisine des Palaces « qui est la pire de toute » à laquelle il préfère un civet de lièvre ou un navarin d'agneau, avant de se reprendre sur la même page en expliquant que la Grande Cuisine d'apparat atteint l'excellence chez les grands chefs de talent : Escoffier (encore vivant à cette époque), Montagné, Carton ou Colombier. La cuisine des choses qui ont le goût de ce qu'elles sont, poursuit-il, est « la Cuisine bourgeoise, consciencieuse et mijotée qui se fait avec du temps, du beurre et du génie ». Il termine son essai en disant qu'il préfère toutes les cuisines françaises (il en distingue quatre), y compris la régionale et l'impromptue.

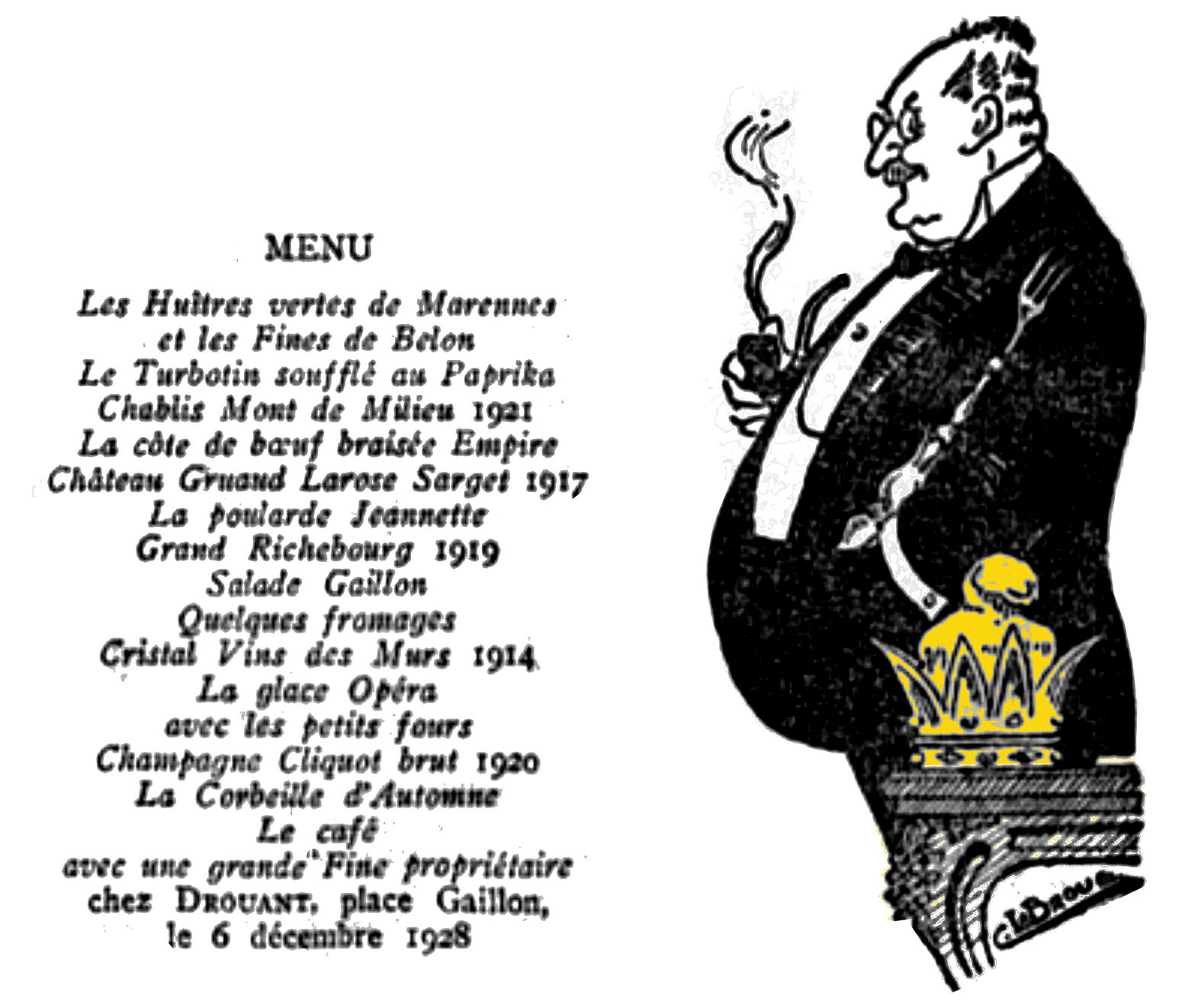
Curnonsky et le menu du déjeuner annuel de l'Association des gastronomes régionalistes de décembre 1928 chez Drouant par Camille La Broue.

### …et non unitaire
Avec la liberté que donnent les trains et les automobiles, l'époque voit naître le tourisme et les guides, des carnets de bonnes adresses. Curnonsky, curieux, infatigable dénicheur de bons coins occupe avec Marcel Rouff et Austin de Croze « la place d'honneur pour les cuisines du terroir »,.
Curnonsky est férocement régionaliste et angevin militant. Il consacre une grande partie de son temps à visiter les restaurants des provinces françaises (les unités gastronomiques ne recoupent pas les départements imposés par la République), cuisines multiples, typées, enracinées.

### Gastronomadisme

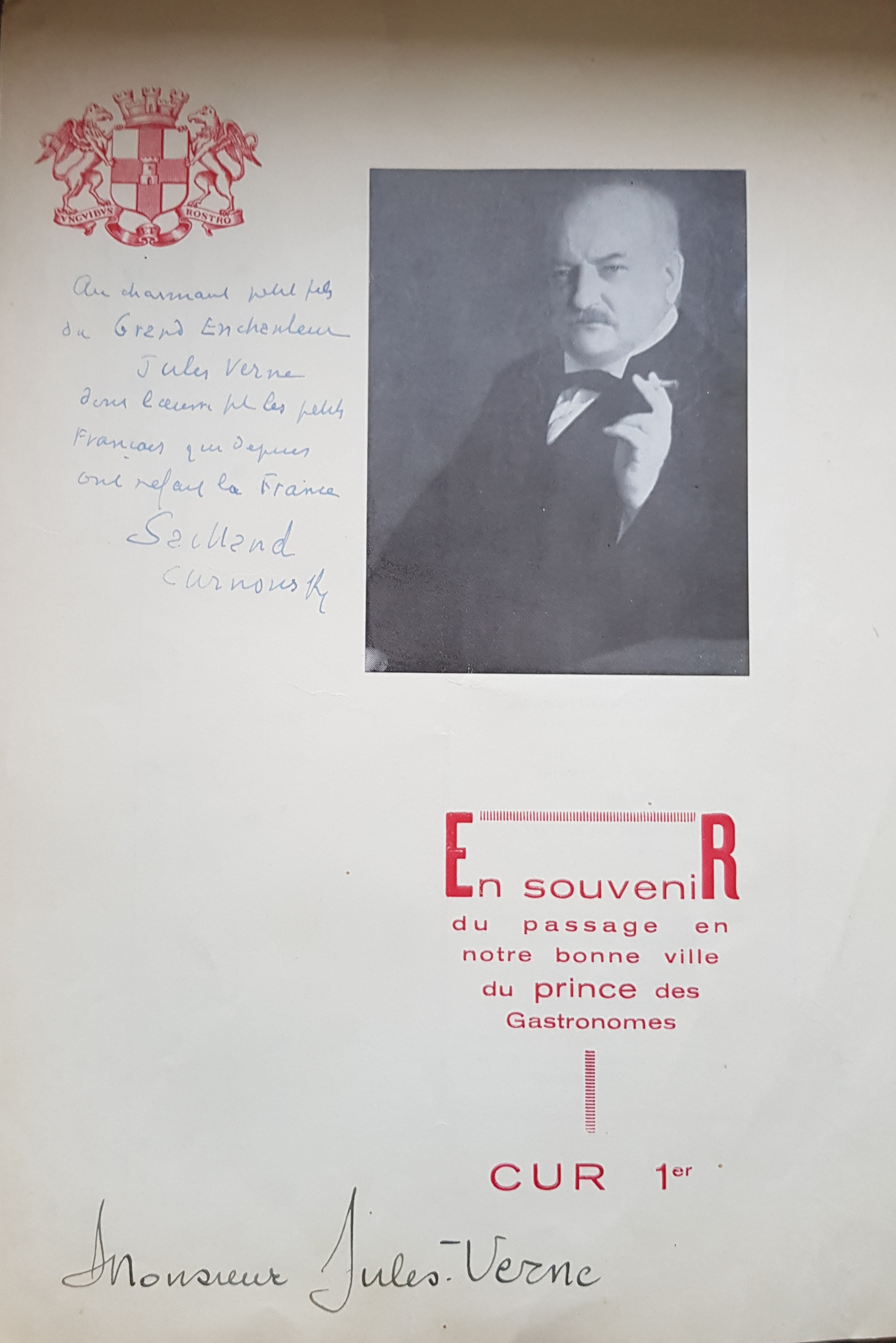
Menu dédicacé à Jean Jules-Verne, petit-fils de Jules Verne, à l'hôtel de Lyon, le 23 février 1935.

Curnonsky estime que « le gastronome doit voyager, comme touriste, lettré, artiste, honnête homme bien entendu, mais aussi à des fins spécialement gourmandes. Le gastronomade va par toute la France chercher tel plat là où on le prépare le mieux, et il l'accompagne de vin et alcool de la même région ». Il quitte Paris « 3 ou 4 mois par an pour inspecter sa principauté. Je suis un fervent et déterminé Gastronomade ».
Le premier Gastronomade de son Gaietés et Curiosités Gastronomiques est certainement Charles Coypeau d'Assoucy, infatigable voyageur curieux qui aimait le mouton, gigot ou épaule : 
« Gigot que tu me sembles beau ! / Gigot dont mon âme est ravie
Je te suivrai toute la vie, / et t'aimerai jusqu'au tombeau »,.

## Une personnalité attachante

### Le pseudonyme
Le pseudonyme Curnonsky apparaît dans L'Écho de Paris le 20 mars 1895 sous la signature de Willy (« malgré un nom qui fleure le pianiste polonais, il est bien français... Humour sacré de la Patrie ») et pour la première fois dans Gil Blas le 12 juin 1895, Maurice Curnonsky signe un article : Propos en l'air, sur les réjouissances funéraires. Selon ses propres déclarations rapportées par Georges Vogt (1937) à cette époque ses parents « considéraient le métier des lettres comme une déchéance » et il adopta sur une suggestion d'Henri de Laborde de Montpezat (1828-1929), grand-père d'Henri de Laborde de Monpezat, prince consort de Danemark, le pseudonyme de Cur non (pourquoi pas ? — Curnonsky était latiniste) auquel il ajouta sky « par manière de plaisanterie lorsque les officiers russes vinrent en France en 1894 ».
Après guerre, quand il traite de gastronomie, il signe Cur (« Quelle drôle d'idée de choisir un nom étranger pour glorifier la cuisine française ! »).
Diverses supposées origines et dates se rencontrent au sujet de ce pseudonyme : d'après Jacques Nassif il aurait été utilisé en 1893 dans une lettre ouverte sur l'éviction de Zola de l'Académie Française. D'après Robert J. Courtine ce serait Willy qui aurait soufflé : « Cur non sky, comme dirait Virgile » à l'oreille de Cur. Selon Frédéric Martinez ce serait en 1891 qu'Alphonse Allais lui aurait suggéré : « Pourquoi pas sky ? ». Selon Fernand Woutaz, c'est en 1895 qu'Allais aurait incité Cur à prendre ce pseudonyme,.
Le pseudonyme collectif Perdiccas signe ses publications avec Paul-Jean Toulet, Sailland-Curnonsky celles avec Willy.

### La notoriété
Il a l'éloge facile, selon Marcel Rouff, « Curnonsky passe pour être — dans un souci de ne faire de peine à personne — trop indulgent ». L'homme attire la sympathie : « il emprunte souvent un ton débonnaire et amusé, par ailleurs excellent compagnon de table ». Il n'a pas le don d'éloquence « s'il aime causer à table, il a horreur de parler au dessert. Il préfère écouter et goûter la sainte paix des digestions calmes ». Il aime les calembours (« bien dire et laisser sphère »). La Femme de France (1927) décrit ainsi le Prince des Gastronomes tout juste élu : « M. Curnonsky est à la fois un gourmet délicat, un humoriste impénitent, et un littérateur impeccable ».
Curnonsky est un homme de plume. Toute sa vie il écrit « La littérature et la gastronomie sont inséparables, l'une est la fille de l'autre. La gastronomie est née le jour où de grands écrivains ont consacré leur talent aux choses de la table. L'œuvre des cuisiniers n'a de raison de durer… qu’autant que les gourmets en parlent et en écrivent ». Son média favori est la presse, tout le monde connait ses rubriques hebdomadaires dans les Annales de la Gastronomie de Paris-Soir.

### Un multi-académicien
Il fait partie des 20 premiers membres de l'Académie de l'humour née en 1923, il en deviendra Président en 1939,,. Son nom apparaît dans plusieurs de ses dictionnaires.
En 1924, il est membre fondateur et restera secrétaire perpétuel de l'Académie des psychologues du goût.
En 1929, avec un groupe d'amis écrivains, il fonde l'Académie des Gastronomes, dont il assurera la présidence de l'origine à 1949.
L'Académie du vin de France, conçue au cours d'un repas de journalistes en 1931, est créée en 1933 par Raymond Baudoin (secrétaire général), Maurice Crozet (trésorier), le baron Pierre Le Roy de Boiseaumarié, André Robine (Président du Club des Purs Cent) et Léon Douarche, président de l'OIV,. Curnonsky est élu membre représentant l'Anjou en 1949.

### Citations et aphorismes
- Selon Simon Arbellot ou François Ascher, Curnonsky serait à l'origine en 1907 du nom Bibendum donné au bonhomme Michelin[84],[85]. Affirmation peu vraisemblable puisque dès 1893, Nunc est bibendum précède le slogan « le pneu (ou la semelle) qui boit l'obstacle ». En revanche, c'est bien Curnonsky qui rédige la rubrique Les lundis de Michelin, signée Michelin, du 25 novembre 1907 à juillet 1914 dans Le Journal et Les Sports[86],[87],[88]. Elle succède à Le Lundi de Michelin (journal l'Auto, du 15 avril 1901 au 16 septembre 1907) qui donnait des informations techniques et pratiques sur les pneus[89],[90]. Elle n'a rapidement plus rien à voir et devient amusante comme Le compte rendu du procès entre la Semelle Michelin et l'Enveloppe Lisse avec pour témoins Tesson de Bouteille, Silex et Vieux Fer à Cheval[91].
- « Plus je vieillis, plus j'aime la jeunesse, les vins jeunes, les primeurs, le gibier frais... »[64].
- « J'ai trop d'urée, j'ai trop duré »[92].
- Épitaphe anonyme: « Ci-gît Curnonsky. Mort de la tombe voisine, Veille sur tes pissenlits, Il te mangerait les racines. »[93].
- « le jour se levait à peine, il était 11 heures du matin »[94].
- « La dégustation, comme l'amour commence par les yeux, il n'y a point de dégustation sans la caresse du regard » aphorisme repris de Louis Forest[95].
- « je ne vais pas au restaurant pour manger les rideaux » est une phrase attribué à Curnonsky (on ne va au restaurant pour le décor)[96].
- « En cuisine comme dans tous les autres arts, la simplicité est le signe de la perfection »[37].
- « Les cinq de Curnonsky », ses 5 vins blancs préférés : le château-grillet, la coulée-de-serrant, le montrachet, le château-chalon et Yquem[97],[98].

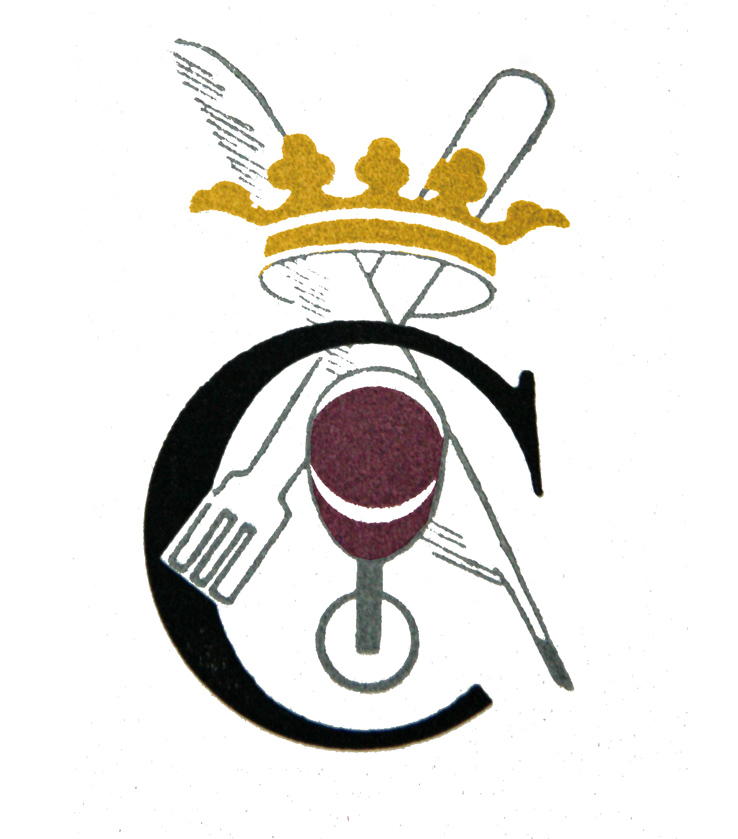
Le chiffre du Prince des gastronomes : la fourchette, le bon vin et la plume (La France à Table, mai 1934).

## Titres et récompenses
Liste des dignités de Curnonsky donnée par Simon Arbellot (1965)
- Prince élu des Gastronomes
- Président fondateur de l'Académie des gastronomes
- Secrétaire perpétuel des Psychologues du Goût
- Président des amis de Cuisine et Vins de France
- Membre d'honneur du Club des Purs-Cent
- Membre fondateur du Club royal des gastronomes de Belgique
- Membre fondateur de l'Académie de l'Humour
- Membre fondateur du Dîner du 15
- Membre fondateur du Dîner de Paris
- Président du Grand Perdreau
- Président du dîner de la Pipe
- Doyen des Anciens de chez Maxim's depuis 1892
- Grand officier de la confrérie des chevaliers du Tastevin
- Membre du Club des Cent
- Membre de l'Association des gastronomes régionalistes
- Membre de l'Académie des Vins
- Membre du Dîner du 14
- Membre du Déjeuner du 28
- Membre de la Jurade de Saint Emillion
- Membre de la Connétablie de Guyenne
- Membre de la Confrérie du Sacavin
- Membre du club Prosper Montagné
- Membre des Touristes gastronomes Kléber Colombes
- Membre de la Confrérie de Saint Etienne d'Alsace
- Membre de la Confrérie de la Verte Marennes
- Membre de l'Ordre du Franc Pinot
- Membre des Alambics Charentais
- Membre de La Belle Table[42]

Titres honorifiques
- Officier de la Légion d'honneur le 10 novembre 1938[99]
  - chevalier le 1er août 1928
- Commandeur de l'ordre du Mérite touristique (1952)[100]

## Postérité
Chaque année, l'APCIG remet le prix Amunategui-Curnonsky à un journaliste.

### Légende de la tarte Tatin
Une légende tenace prête à Curnonsky non seulement la diffusion (en 1926 dans La France Gastronomique - L'Orléanais) et la notoriété de la tarte des sœurs Tatin mais aussi d'avoir inventé la tout aussi légendaire histoire de la maladresse d'une des sœurs qui aurait retourné la tarte dans le four ou encore mis la pâte du mauvais côté ,. D'une part la recette de la tarte retournée est fort ancienne et la recette des demoiselles Tatin est publiée par Austin de Croze et dans la presse dès 1923 et d'autre part comme l'écrit Pierre Leclercq (2018) aucune publication, aucune trace de la conférence de presse de Curnonsky ne fait allusion à la légende de la maladresse.

## Publications
- Willy [écrit par Curnonsky]. Poissons d'avril, 1986[103]
- Perdiccas, Paul-Jean Toulet et M. Curnonsky. Le Bréviaire des courtisanes, roman, Paris, H. Simonis Empis, in-16, X-275 p., 1899.
- Perdiccas, Paul-Jean Toulet et M. Curnonsky. Le Métier d'amant, roman, Paris, H. Simonis Empis, in-18, 295 p., 1900.
- Willy [écrit par Curnonsky]. Chaussettes pour dames. défense et illustration du mollet féminin..., Paris, Garnier, 194 p., 1905, Illustration Henri Mirande (1877-1955).
- Curnonsky. Demi-Veuve, roman, Paris, A. Méricant, 342 p., 1905, avec 28 planches de Florane[a].
- Willy [Curnonsky, 4 pages de Boulestin sur Biarritz, 10 pages de retripatouillage du patron]. Une plage d'amour. Paris, Albin Michel, 287 p., 1906[103]
- Willy [Curnonsky sur un plan de Bibesco]. Jeux de prince. Paris Albin Michel 1906? plusieurs rééditions non datées
- Willy [écrit par Curnonsky]. Susette veut me lâcher. Paris, Nilsson, 252 p., 1906[103]
- Willy [d'abord écrit par P.-J. Toulet, repris par Curnonsky]. La Tournée du petit duc. Paris, Bibliothèque des auteurs modernes, 315 p., 1908.
- Willy [écrit par Curnonsky]. Un petit vieux bien propre. Paris Albin Michel, 122 p., 1909[103]
- Willy [écrit par Curnonsky, dernier chapitre de P.J. Toulet]. Maugis en ménage. Paris, A Méricant, 1910. Couverture en couleurs de Rapeño
- Willy [écrit avec P.-J. Toulet pour 3 chapitres et M. Curnonsky]. Lélie, fumeuse d'opium, roman, Paris, A. Michel, in-16, 317 p., 1911.
- Willy [écrit avec divers écrivains dont P.-J. Toulet et M. Curnonsky]. L'Implaquable Siska, roman, Paris. A. Michel, in-16, 335 p., 1912.
- Willy [écrit avec divers écrivains dont P.-J. Toulet et M. Curnonsky]. Les Amis de Siska, roman, Paris : A. Michel, in-16, 319 p., 1914.
- Collectif [écrit avec une douzaine d'écrivains]. Charles Müller, par ses amis, Paris, Ernest Flammarion, 231 p., 1918.
- Curnonsky. Jacques et Cécile, ou le Bonheur par le sport, dessins de Félix Lorioux, préface de Georges Carpentier, Paris, A.P. Éditeur Paris, 96 p., 1920.
- Curnonsky et Marcel Rouff. La France gastronomique. Guide des merveilles culinaires et des bonnes auberges françaises, Paris, impr.- Frédéric Rouff, éditeurs, 148, rue de Vaugirard, 1921-1928, 28 volumes.
  - 1921 (5 vol) L’Alsace, 127 p. - La Normandie, 128 p. - Le Périgord, 128 p.- La Bresse, Le Bugey. Le Pays de Gex, In-16, 127 p - L’Anjou, 128 p.
  - 1922 (5 vol) Le Béarn, 128 p. - La Provence, 128 p. - Paris 1 du Ier au VIIe arrondissement. - Paris 2 du VIIIe au XXe arrondissement - La Touraine, 112 p.
  - 1923 (3 vol) La Bourgogne, 143 p. - La Bretagne, 128 p. - La Savoie, 128 p.
  - 1924 (5 vol) Environs de Paris.I. (Seine, Seine et Oise et Oise), - Environs de Paris.II (Seine-et-Marne et Aisne) - Le Poitou La Vendée, 112 p. - L'Aunis. La Saintonge. L'Angoumois, 112 p. - Bordeaux. Le Bordelais et les Landes, 125 p.
  - 1925 (3 vol) Lyon et le Lyonnais (2 vol.) - Le Maine et le Perche, 112 p.
  - 1926 (3 vol) La Franche-Comté, 128 p. - Le Nivernais et le Bourbonnais, 128 p.- L'Orléanais, 128 p.
  - 1927 (1 vol) Le Vivarais, le Rouergue et le Gévaudan, 112 p.
  - 1928 (2 vol) Le Dauphiné, 105 p - Le Roussillon, Le Comté de Foix, 97 p.
- Les facéties de M. Radinois. Paris : Albin Michel, 319 p., 1924.
- J. W. Bienstock et Curnonsky. T.S.V.P. Petites histoires de tous et de personne. Paris, G. Crès et Cie, in-16, 295 p., 1924 (réédition 1926, 1934).
- J. W. Bienstock et Curnonsky. Le Musée des erreurs, ou le Français tel qu'on l'écrit. Paris, Albin Michel, 1925. (réédition 1928).

Prix Saintour de l’Académie française en 1929.
- J.-W. Bienstock et Curnonsky. Le bonheur du jour, Paris, G. Crès et Cie. 1925 (réédition 1926, 1938).
- J.-W. Bienstock et Curnonsky. Le Wagon des fumeurs, Paris, G. Crès et Cie éd., 1925. (réédition 1931).
- Arthur Szyk [adaptation J.-W. Bienstock et Curnonsky], Le Juif qui rit, légendes anciennes et nouvelles, Paris, Albin Michel, 246 p., 1926. Préface d'Anatole de Monzie.
- J. W. Bienstock et Curnonsky. Le livre de chevet, Paris, G. Crès et Cie, 285 p., 1927.
- J. W. Bienstock et Curnonsky. Joyeusetés et facéties, Le livre de chant. Paris, G. Crès et Cie, 287 p., 1927.
- J. W. Bienstock et Curnonsky. Le Café du commerce, Paris, Albin Michel, 1928. (réédition 1932).
- Curnonsky préfacier. La Cuisine, Paris, édition de la Mode du jour, in-8, 310 p., 1928.
- Curnonsky. (en 3 langues) (en) The Art of enjoying the good fare of Alsace ; (es) El Arte de comer bien en Alsacia ; (fr) L'Art du bien manger en Alsace, Paris, Chemin de fer d'Alsace et de Lorraine, In-8, 16 p., 1928.
- J. W. Bienstock et Curnonsky. Le Magasin de frivolités. Paris, G. Crès et Cie, 295 p., 1928.
- (es) Curnonsky. El Arte de comer bien en Alsacia. Paris, Chemin de fer d'Alsace et de Lorraine, in-8 16 p., 1929.
- J. W. Bienstock et Curnonsky. L'année joviale 1928, Paris, Albin-Michel, 315 p., 929.
- Curnonsky. La Normandie gastronomique. Carte de tous les bons restaurants précédée d'une étude sur la gastronomie normande, Paris, 1929.
- J. W. Bienstock et Curnonsky (H. Jauffret, Ch. Alamagnie et L. Barbey pour le recettes et menus). Le Tour du cadran, Paris, Albin Michel, in-16, 280 p., 1930. Préface de Paul Reboux.
- Curnonsky. Itinéraire gastronomique dans les différentes régions de France et La France, Paradis du Vin. Plaquettes éditées en hommage au corps médical C. Reaubourg. Paris, Office d'Édition d'Art, 1931.
- Curnonsky préfacier. Les recettes de la bonne cuisine française et polonaise, Paris, Ognisko, in-8°, 288 p., 1932.
- J. W. Bienstock et Curnonsky. Par le trou de la serrure, Paris, Albin-Michel, 315 p., 1932.
- Curnonsky et Gaston Derys. Gaités et curiosités gastronomiques, Paris, Delagrave, in-16, 160 p., 1933.
- Curnonsky et Austin de Croze. Le Trésor gastronomique de France. Répertoire complet des spécialités gourmandes des 32 provinces françaises. Avec 32 cartes et notices, Paris, Delagrave, in-16, 383 p., 1933.
- Curnonsky et Gaston Derys. Les Indiscrétions de l'écriture. Notion de graphologie, Paris, Delagrave, 141 p., 1933.
- Curnonsky et Gaston Derys. Souvenirs de tables parisiennes... Celles de nos pères, Paris, Office d'éditions d'art, in-4, 1933.
- Curnonsky. Comment servir les grands vins ?, Tours, impr. de Arrault, 1934.
- 26 auteurs dont Curnonsky. Dictionnaire de l'Académie de l'Humour français, Paris, Éditions de la Tournelle, 1934. 120 dessins de Joseph Hémard.
- Pierre Andrieu et Curnonsky. Les Fines Gueules de France, Paris, Firmin Didot, 1935.
- Curnonsky. Lettres de noblesse, préface Edouard de Pomiane, illustré par Edy Legrand, Paris, Les Editions Nationales, 40 p., 1935.
- Curnonsky et Marcel E. Grancher. Lyon capitale mondiale de la gastronomie, Lyon, Éditions Lugdunum, 245 p., 1935.
- Thérèse Lenôtre. Curnonsky préfacier. Les aventures d'un gourmand. Paris, in-16, 271 p., 1936, puis Paris, Agence, 1937.
- Divers auteurs dont Curnonsky coordinateur. La Bonne vie ! Paris, La France à table, pour le compte de Primagaz. in-8, 92 p., 1937.
- Curnonsky. Atlas de la gastronomie française. Paris, L'Écu de France, in-4, 55 p., 1938. Illustrations de Libis.
- Curnonsky. Préface Louis Hourticq. Les guides régionaux S.N.C.F. châteaux et plages de la Loire, Paris, 48 p., 1938.
- Curnonsky préfacier. Gaston Derys. La Cuisine d'aujourd'hui, Paris, Librairie française de documentation, 124 p., 1940.
- Curnonsky. L'Infortune du pot, la meilleure cuisine en 300 recettes simples et d'actualité, Paris, Éditions de la couronne, 223 p., 1946.
- Curnonsky. Cahiers d'un mercenaire de lettres, Paris, A. Michel, 1948.
- Curnonsky. À travers mon binocle, Paris, Éditions A. Michel, 1948.
- Ferdinand Wernert sous la direction gastronomique de Curnonsky. Bons plats, bons vins. 3 000 recettes revues par Ferdinand Wernert, Paris, M. Ponsot, 819 p., 1950.
- Curnonsky et André Saint-Georges. La Table et l'amour, Paris, La clé d'or, 237 p., 1950.
- Pierre d'Espezel avec Curnonsky, François Gravier, Eugène de Jarry, Georges Poisson, Paul Prout. A la découverte de la France, guide du touriste lettré, ce qu'il faut voir, savoir et lire, Paris, C. Poisson, 1951.
- Curnonsky. Une grande datte dans ma vie : je me mets au régime !, illustration de Jean Effel, Paris, G. Lang, 1952.
- Curnonsky. Cuisine et Vins de France, Paris, Larousse, in-4 20 x 25 cm. 856 p., 65 planches en couleurs. 1953.
- Curnonsky, préface René Chauvelot, Souvenirs littéraires et gastronomiques, Paris, Albin Michel, 317 p., 1958.
- Curnonsky textes publiés dans Le Journal entre 1911 et 1913, préface Jacques Nassif. La vie drôle, Paris, Ramsay, 1987.

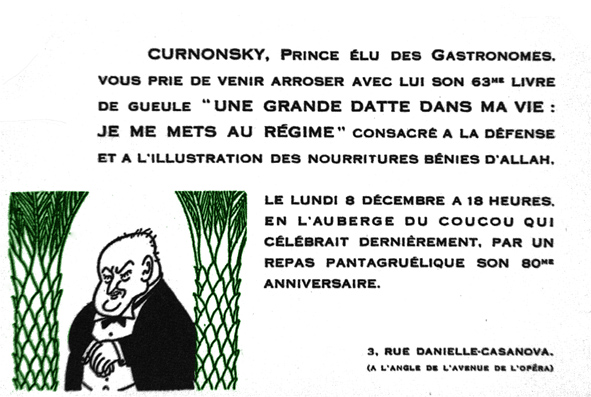
À 80 ans, Curnonsky publie son 63e livre, avec un titre calembour (Archives Curnonsky, éd. Curnonska, 2007, t. II).